# Marte 7
Marte 7 (în rusă Марс-7, transliterat: Mars-7) a fost o navă spațială sovietică lansată în 1973 pentru a explora planeta Marte. Nava spațială, lansată ca parte a programului Marte, a constat dintr-un lander și o etapă de survol cu instrumente pentru a studia Marte din zbor. Din cauza unei defecțiuni, landerul nu a reușit să efectueze o manevră necesară pentru a pătrunde în atmosfera marțiană, ratând planeta și rămânând pe orbită heliocentrică.